# Мишино (Новосибирская область)
Мишино — упразднённая деревня в Здвинском районе Новосибирской области. На момент упразднения входила в состав Петраковского сельсовета. Исключена из учётных данных в 1988 году.

## География
Деревня располагался на правом берегу реки Каргат, в 6,5 км (по прямой) к юго-востоку от села Петраки.

## История
Деревня образована в 1932 году как одно из производственных отделений (ферма № 2) вновь организованного совхоза № 275 (с 1957 года — совхоз «Петраковский»).
Решением Новосибирского облисполкома от 06.05.1988 г. № 236 деревня исключена из учётных данных.